# Saison 3 de La Fête à la maison : 20 ans après
Chronologie
Saison 2
Cet article présente le guide des épisodes de la troisième saison de la série télévisée La Fête à la maison : 20 ans après.

## Généralités
- La première partie de la saison correspondant à neufs épisodes est disponible depuis le 22 septembre 2017 sur Netflix.
- La deuxième partie de la saison correspondant également à neufs épisodes est disponible depuis le 22 décembre 2017 sur Netflix[1].

## Distribution

### Acteurs principaux
- Candace Cameron Bure (VF : Virginie Kartner) : D.J. Tanner-Fuller
- Jodie Sweetin (VF : Flora Kaprielian) : Stephanie Tanner
- Andrea Barber (VF : Natacha Muller) : Kimmy Gibbler
- Michael Campion (VF : Catherine Desplaces) : Jackson Fuller, le fils de D.J.
- Elias Harger (VF : Gwenaëlle Jegou) : Max Fuller, le fils de D.J.
- Soni Nicole Bringas (VF : Adeline Chetail) : Ramona Gibbler, la fille de Kimmy.
- Dashiell et Fox Messitt : Tommy Fuller, Jr., le bébé de D.J.
- Juan Pablo Di Pace (VF : Loic Houdré) : Fernando Guerrero, ex-mari de Kimmy
- John Brotherton (VF : Stéphane Pouplard) : Dr. Matt Harmon
- Ashley Liao (VF : Corinne Martin) : Lola
- Scott Weinger (VF : Erwan Zamor) : Steve Hale, petit ami de CJ

### Acteurs récurrents
- Virginia Williams (VF : Philippa Roche) : C.J.
- Isaak Presley (VF : Sophie Arthuys) : Bobby Popko

### Invités
- John Stamos (VF : Olivier Destrez) : Jesse Katsopolis
- Dave Coulier (VF : Jean-François Vlérick) : Joey Gladstone
- Lori Loughlin (VF : Olivia Dutron) : Rebecca « Becky » Donaldson-Katsopolis
- Bob Saget (VF : Eric Aubrahn) : Danny Tanner
- Mckenna Grace (VF : Lucille Boudonnat) : Rose
- Landry Bender (VF : Cécile Gatto) : Roxanne « Rocki » Mahan
- Marla Sokoloff : Gia Mahan

## Liste des épisodes

### Épisode 1:Les meilleures vacances
- : 22 septembre 2017 sur Netflix

### Épisode 2:Jambe dans le plâtre
- : 22 septembre 2017 sur Netflix

### Épisode 3:Déclarations d'indépendance
- : 22 septembre 2017 sur Netflix

### Épisode 4:Mon petit suçon
- : 22 septembre 2017 sur Netflix

### Épisode 5:Oncle Jesse fait du baby-sitting
- : 22 septembre 2017 sur Netflix

### Épisode 6:Ma Ramona
- : 22 septembre 2017 sur Netflix

### Épisode 7:La robe de mariée
- : 22 septembre 2017 sur Netflix

### Épisode 8:Parlons de bébé
- : 22 septembre 2017 sur Netflix

### Épisode 9:Mariage ou pas...
- : 22 septembre 2017 sur Netflix

### Épisode 10: Le mariage japonais de ma meilleure amie
- : 22 décembre 2017 sur Netflix[1]

### Épisode 11: La Montagne du Troll
- : 22 décembre 2017 sur Netflix[1]

### Épisode 12: Rentrée intense à Bayview High
- : 22 décembre 2017 sur Netflix[1]

### Épisode 13: Au secours de Tommy
- : 22 décembre 2017 sur Netflix[1]

### Épisode 14: Ancêtres et mères porteuses
- : 22 décembre 2017 sur Netflix[1]

### Épisode 15: Le cordon ombilical spirituel
- : 22 décembre 2017 sur Netflix[1]

### Épisode 16: Mon merveilleux conte de fées
- : 22 décembre 2017 sur Netflix[1]

### Épisode 17: Brouillard et pressentiments
- : 22 décembre 2017 sur Netflix[1]

### Épisode 18: La magie originelle
- : 22 décembre 2017 sur Netflix[1]